# アルヴィン・ジョンストン
アルヴィン・メルヴィン・“テックス”・ジョンストン（Alvin Melvin "Tex" Johnston、1914年8月18日 - 1998年10月29日）は、アメリカ合衆国の飛行機操縦士である。ジェット機時代のベルエアクラフトとボーイングでテストパイロットを務めた。ジェット機によるバレルロール（宙返り飛行）を行ったことで最も良く知られている。

## 若年期
ジョンストンは1914年8月18日にカンザス州ライアン郡アドマイアの農家で生まれた。ジョンストンが初めて飛行機に乗ったのは1925年、11歳のときで、家族の農場の近くにバーンストーマー（曲芸飛行家）が着陸したときだった。15歳のとき、新聞配達で稼いだお金で壊れたグライダーを購入した。そして、修理したグライダーを、父が運転する自動車で牽引して離陸し、牽引ケーブルを切り離して近くの野原に着陸させた。1932年にエンポリア高校を卒業した後、オクラホマ州タルサにあるスパルタン航空学校の飛行機整備士課程に入学した。ジョンストンは学校の飛行機を整備することで学費と相殺した。航空学校を卒業後、曲芸飛行団インマンズ・フライング・サーカスに入団し、操縦士と整備士を兼任した。インマンズで1シーズンを過ごした後、コマンドエアーの複葉機を購入し、自分で曲芸飛行を始めた。
1934年のバーンストームのシーズンが終わると、ジョンストンは飛行機を売ってカンザス州エンポリアの実家に戻った。そして高校時代のガールフレンドであるデローレス・ホネアと再会し、1935年に結婚した。家族を養うための安定した収入を得るために、数年間映画館を経営していたが、やがて航空業界に戻りたいと思うようになった。カンザス州立大学の航空工学課程に入学したが、1939年に退学し、アメリカ陸軍航空隊の民間人パイロット養成プログラムの教官になった。アメリカが第二次世界大戦に参戦すると、ジョンストンは陸軍航空隊輸送司令部に転属し、テキサス州ダラスを拠点に国内の輸送便を運航した。

## テストパイロット

### ベルエアクラフト
1942年12月、ベルエアクラフトのチーフテストパイロットであるロバート・スタンレーからプロダクションテストパイロットとして雇われた。ジョンストンは、試作段階のP-39エアラコブラ、XP-63キングコブラ、アメリカ初のジェット機XP-59エアラコメットを操縦した。ジョンストンは、勤務中にカウボーイブーツとステットソンハットを好んで着用していたことから、「テックス」（Tex.、テキサス州の略称）というニックネームで呼ばれていた。
第二次世界大戦終結後、ジョンストンは社長のローレンス・ベルに掛け合って、終戦で余ったP-39エアラコブラを2機購入してもらい、これを改造して、自社の宣伝のために1946年のナショナル・エア・レースに出場させることにした。2機のP-39はコブラI、コブラIIと名付けられ、ジョンストンはコブラIIに、フライトテストのボスであるジャック・ウーラムスはコブラIに搭乗した。レースの前日、コブラIはキャノピーの故障が原因と推定される不具合によりオンタリオ湖に墜落し、ウーラムスは死亡した。ベルエアクラフト社の内部では、このままレースを続けるかどうかが議論されたが、ジョンストンは、ウーラムスもレース出場を望んでいるだろうと主張した。コブラIIのクルーは徹夜で安全対策を施し、ジョンストンは時速373マイル（時速600キロメートル）のレーススピード記録を樹立して優勝した。
ジョンストンは、ロケット推進のX-1の設計に携わり、1947年5月22日にはマッハ0.72の速度で飛行した。同年末、チャック・イェーガーがこの飛行機で音速の壁を破ったことで有名になった。
X-1プロジェクトが終了した後、ベルエアクラフト社はヘリコプターに参入することを決定した。ジョンストンはヘリコプターの操縦を学んだものの、固定翼機のテスト飛行をしたいと思っていた。

### ボーイング
1948年7月、ジョンストンはボーイングのテストパイロットに転職した。B-47ストラトジェットに乗り、B-52ストラトフォートレスの試作機の初飛行の操縦を行った。
ジョンストンは、1955年8月7日、シアトル郊外のワシントン湖上空で、同社のジェット輸送機の試作機であるボーイング367-80（ダッシュ・エイティ）でバレルロールを実演したことで知られている。ボーイングのビル・アレン社長（当時）は、シアトルの夏祭りであるシーフェアで行われる水上機エアレースに航空宇宙企業や航空会社の幹部を招き、ワシントン湖を遊覧するヨットから観戦していた。事前にアレンはジョンストンに、自社の新しい航空機でその上空をデモ飛行するように依頼した。そこでジョンストンは、社長やその招待客の真上でバレルロールを行い、シャンデルでコースを反転させ、帰りにもう一度バレルロールを行ったのである。翌週の月曜日、アレンはジョンストンを社長室に呼び出し、何をしたんだと尋ねた。ジョンストンは「飛行機の売込みをしました」と答えた。この一件で、ジョンストンはテストパイロットを辞めさせられることはなかった。

## プログラムマネージャーとその後
1960年から1963年まで、シアトルで宇宙偵察機X-20ダイナソアの開発のアシスタントプログラムマネージャーを務めた。1964年から1968年まで、フロリダ州ココアビーチにあるボーイング・アトランティック・テストセンターのマネージャーとして、ミニットマン・ミサイルとアポロ計画に向けたルナ・オービターの開発に携わった。また、NASAでもサターンロケットとアポロ計画を担当した。
1968年、ジョンストンはボーイング社を離れ、テックス・ジョンストン社(Tex Johnston, Inc.)、トータル・インフライト・シミュレータ社(Total-In-Flight-Simulator Inc.)、エアロ・スペースラインズ社(Aero Spacelines)を経営した。エアロ・スペースラインズでは、「プレグナントグッピー」と呼ばれる大型貨物機の製造と型式認定取得を担当した。
1975年、ジョンストンはかつての上司であるロバート・スタンレーと再会し、スタンレー・アビエーションのチーフパイロットとなり、射出座席の開発を行った。
1991年、ジョンストンは作家のチャールズ・バートンとともに回顧録"Tex Johnston: Jet Age Test Pilot"（テックス・ジョンストン: ジェット時代のテストパイロット）を執筆した。

## 死去
ジョンストンは1998年10月29日にアルツハイマー病により、ワシントン州スカジット郡マウントバーノンの老人ホームで亡くなった。
ジョンストンは1993年に全米航空殿堂に殿堂入りした。
映画『博士の異常な愛情』に登場する、スリム・ピケンズが演じたB-52パイロットのT・J・“キング”・コング少佐のキャラクターは、ジョンストンのカウボーイスタイルの服装や破天荒な行動の影響を受けていると言われている。